# Calathea wiotii
Calathea wiotii är en strimbladsväxtart som först beskrevs av Charles Jacques Édouard Morren, och fick sitt nu gällande namn av Eduard August von Regel. Calathea wiotii ingår i släktet Calathea och familjen strimbladsväxter. Inga underarter finns listade.